# Еколошка сукцесија
Процес смењивања биоценозе у станишту назива се сукцесија. Развој и еволуција екосистема обухватају:
- почетну фазу
- прелазне фазе
- завршну фазу

Биолошки празан простор чине:
- физичке
- хемијске
- климатске карактеристике станишта.

Прве биљке и животиње формирају пионирску заједницу, која има важну улогу у образовању земљишта.
Климакс заједницу чине врсте које су максимално прилагођене условима станишта.
Сукцесије могу бити:
- напредне (праћене повећањем броја врста и сложенијим односима)
- назадне (праћење смањењем броја врста)
- природне (настале природним путем)
- антропогене (настале деловањем човека)